# Muusoctopus rigbyae
Muusoctopus rigbyae is een inktvissensoort uit de familie van de Enteroctopodidae. De wetenschappelijke naam van de soort werd voor het eerst geldig gepubliceerd in 2009 door Vecchione, Allcock, Piatkowski en Strugnell als Benthoctopus rigbyae.